# 阿豆良神社
阿豆良神社（あずらじんじゃ）は、愛知県一宮市にある神社である。旧社格は郷社。
式内社の尾張国丹羽郡「阿豆良神社」である。阿豆良とは縵から転じたといわれている。

## 祭神
- 天甕津媛命（阿麻彌加都比女とも記述されている）
出雲神話の神
- 倭姫命

## 概況
- 創建時期は垂仁天皇57年（28年）とされており、尾張国でも古い神社とされている。
- 1564年（永禄7年）、戦乱のため焼失するが、1587年（天正15年）に再建される。
- 江戸時代は「吾蔓大明神」と称されていたが、1872年（明治5年）に阿豆良神社に改称し、郷社となる。
- 元の位置は現在地の北約200m付近という。別の説では、現在地の北約1kmにある馬見塚遺跡（縄文時代～古墳時代の祭祀遺跡）ともいう。現在地に移転したのは1587年（天正15年）の再建時と推測される。

## 社伝
祭神の天甕津媛命は『出雲国風土記』などに記載されている出雲神話の神という。社伝によると、以下の話が伝わっている。
- 垂仁天皇の皇子品津別皇子7歳になっても言葉が話せなかったという。皇后の夢の中に天甕津媛命が現れ、「今まで私を誰も祀ってくれない。祠を立て神に祭るなら、皇子は言葉を話せるようになり、天寿を全うするだろう。」ということを伝えたという。垂仁天皇は部下の建岡君に、天甕津媛命を探し出すように命じた。
- 建岡君は美濃国花鹿山（現岐阜県揖斐郡揖斐川町の花長上神社）に登り、榊の枝で縵を作って神に祈り、「此の縵の落ちた所が神を祭る所であろう。」と言うと、縵を遠く投げたという。この縵が落ちた地に創建されたのが阿豆良神社という。

## 交通機関
- 名鉄バス「せんい団地」バス停下車、徒歩約10分
  - 名古屋鉄道名古屋本線・尾西線名鉄一宮駅、東海道本線尾張一宮駅（尾張一宮駅前バス停）より名岐線「九日市場」行き